# Alphonse
Alphonse is een van de twee atollen van de Alphonse-eilanden, de andere is St. François (St. François-Bijoutier). Ze vallen beide onder de Buitenste eilanden van de Seychellen.

## Geografie
Alphonse ligt 87 km ten zuiden van de Amiranten, waarvan het wordt gescheiden door diep water. Het ligt 400 km ten zuiden van Victoria. Alphonse ligt slechts twee km ten noorden van St. François, de atollen worden van elkaar gescheiden door een diep kanaal. Het atol heeft slechts één eiland, Alphonse.

## Geschiedenis
In 1562 worden de Alphonse-eilanden (Alphonse, St. François en Bijoutier) collectief genoemd op de Portugese lijsten als San Francisco. Chevalier Alphonse de Pontevez, bevelhebber van het Franse fregat Le Lys bezocht het eiland op 27 juni 1730 en gaf het zijn eigen naam. De volgende dag bezocht hij het naburige eiland St. François en vernoemde het mogelijk naar de vroegere Portugese naam voor de groep.
In 1999 werd er een klein resorthotel op Alphonse gebouwd, hiervoor was het eiland was een privéplantage en het werd pas in 1999 geopend voor het publiek. In 2007 werd het voor 50% aangekocht door de LUX-hoteltak van Desroches en vervolgens verkocht aan de Great Plains Group wegens financiële moeilijkheden. Na een mislukte poging om een extreem luxe villa te bouwen, werd het in 2013 verkocht aan de familie Collins.

## Flora en fauna
In 2007 heeft Island Conservation Society een instandhoudingscentrum opgericht op Alphonse om het natuurbehoud op het eiland en het naburige St. François te beheren.
Wingstaartpijlstormvogels broeden op het eilanden, ondanks de aanwezigheid van ratten en katten. Het Sint-Helenafazantje (waarschijnlijk door mensen geïntroduceerd) broedt hier ook en wordt nergens anders op de Seychellen gevonden, behalve in Mahé en La Digue. De geïntroduceerde huismus broedt hier ook. Het isolement van Alphonse werkt als een magneet voor trekvogels en het Seychelles Bird Records Committee heeft hier meer vogelsoorten geregistreerd dan waar dan ook ten zuiden van de Binnenste eilanden, afgezien van Aldabra, inclusief de enige waarnemingen van steppekievit voor het hele zuidelijk halfrond en de eerste landelijke waarnemingen van de kanoet, kuifeend en tjiftjaf. Onlangs hebben het Alphonse Island Hotel, The Island Development Company en The Island Conservation Society een Alphonse Foundation opgericht om de instandhoudingsinspanningen op Alphonse, Bijoutier en St François te financieren.

## Vervoer
Het eiland wordt doorsneden door een 1,220 meter lang vliegveld, dat het eiland diagonaal doorkruist. Het vliegveld is in 2000 gerenoveerd en wordt nu twee tot vijf keer per week bediend met vluchten van IDC.

## Galerij

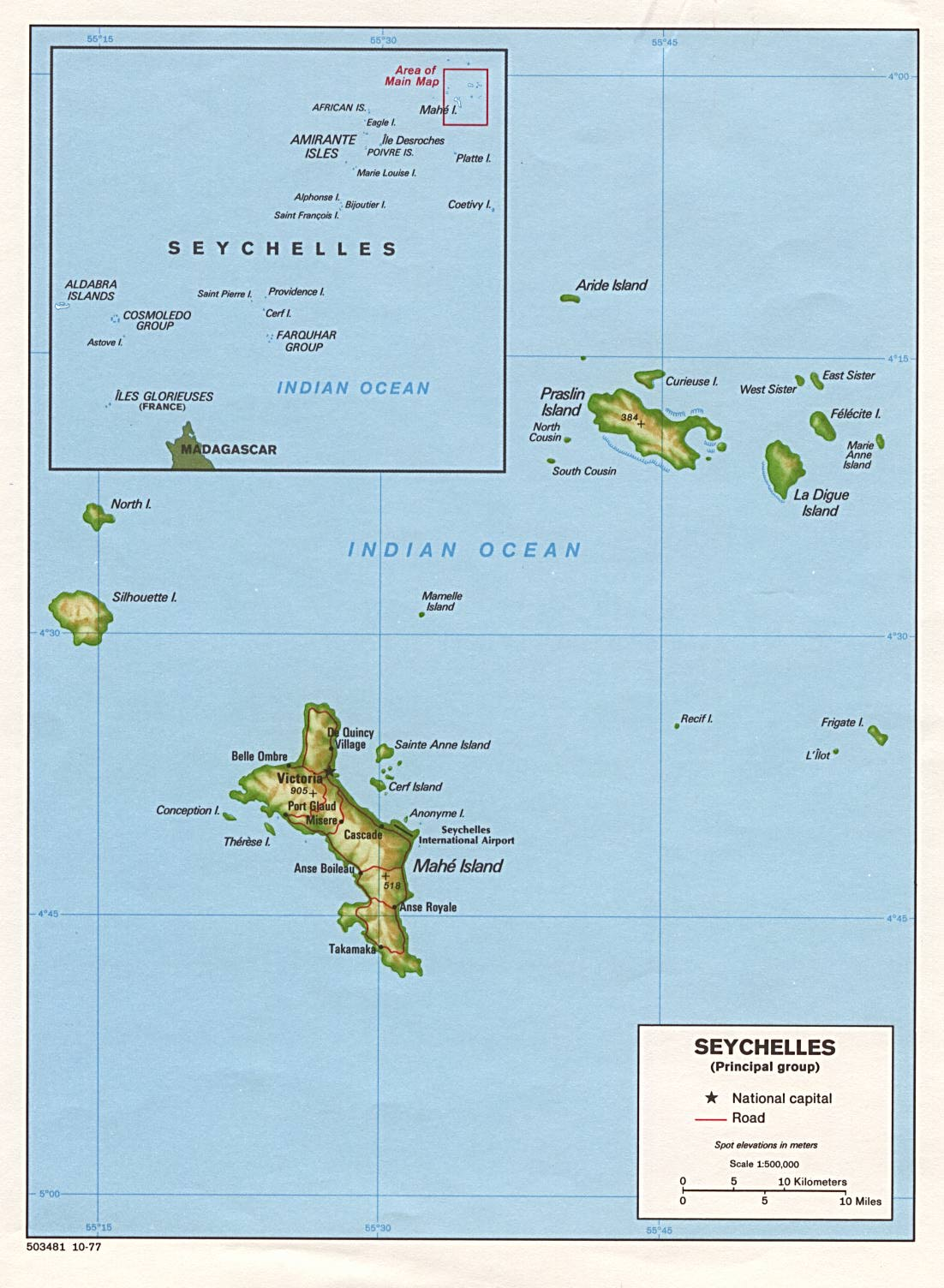
Kaart 1
District kaart
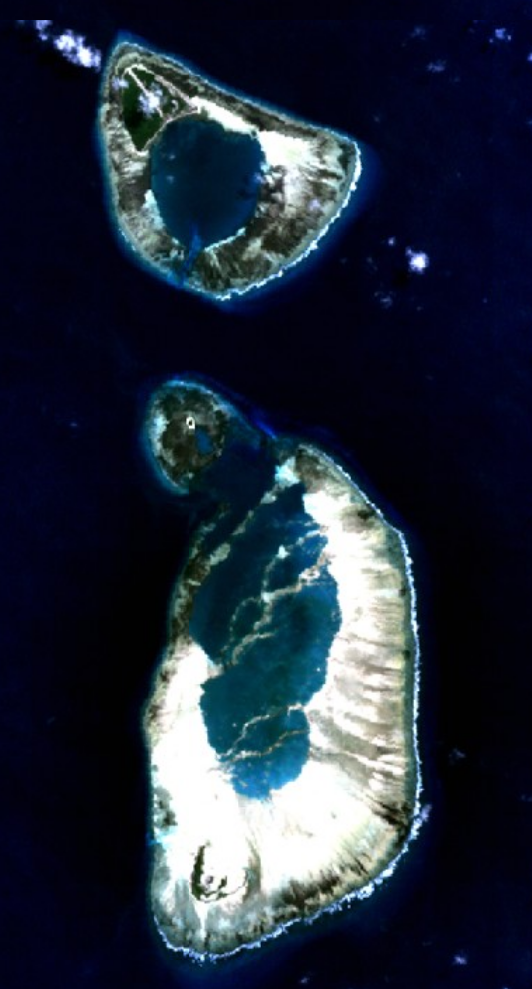
Satellietfoto van de Alphonse-eilanden (Alphonse ligt noordelijk)
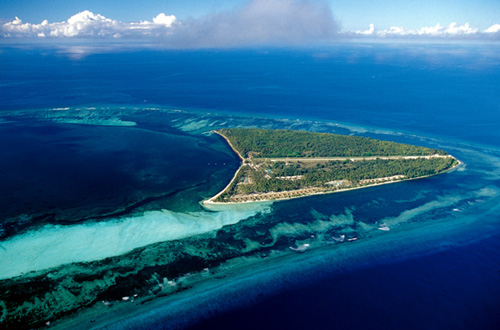
Alphonse